# Stachyridopsis ambigua
El timalí de Harington (Stachyridopsis ambigua) es una especie de ave paseriforme de la familia Timaliidae propia del sudeste asiático. 

## Distribución y hábitat
Se extiende desde el Himalaya oriental, por Birmania y el suroeste de China hasta Indochina. Su hábitat natural son los bosques húmedos subtropicales.